# Franz Vollbring
Franz Vollbring (* 25. September 1889 in Schönebeck (Elbe); † 8. August 1959 ebenda) war ein deutscher Kommunalpolitiker (KPD) und Widerstandskämpfer gegen den Nationalsozialismus. 

## Leben
Vollbring, Sohn eines Arbeiters, war nach seinem Schulbesuch ebenfalls als Arbeiter in Schönebeck tätig. Während des Ersten Weltkrieges trat er der Unabhängigen Sozialdemokratischen Partei Deutschlands (USPD) bei. Als sich Ende 1920 die USPD auflöste, gehörte Vollbring zu den Mitbegründern der Kommunistischen Partei Deutschlands (KPD) in Schönebeck. 1924 wurde er in Schönebeck zum Stadtverordneten gewählt. 
Nach der „Machtergreifung“ durch die Nationalsozialisten 1933 leitete er mit anderen in der Region den illegalen Widerstandskampf der KPD gegen das NS-Regime. Von November 1933 bis April 1934 war er erstmals inhaftiert. Am 27. April 1936 wurde er – zusammen mit Willi Wallstab und Paul Illhardt – erneut verhaftet und später zu sechs Jahren Zuchthaus verurteilt, die er im Zuchthaus Coswig verbrachte. Nach Verbüßung der Zuchthausstrafe wurde er 1942 in das KZ Sachsenhausen verbracht. Im April 1945 wurde er mit den anderen noch verblieben Häftlingen des KZ auf den Todesmarsch Richtung Schwerin geschickt, den er schwerkrank überstand. 
Infolge der durch Haft und Todesmarsch zerrütteten Gesundheit konnte Vollbring nach der Befreiung keiner regelmäßigen beruflichen Tätigkeit mehr nachgehen.

## Ehrungen
- Die Franz-Vollbring-Sporthalle sowie eine Straße sind in Schönebeck nach ihm benannt.